# Bezirk Innsbruck-Land
Der Bezirk Innsbruck-Land ist ein politischer Bezirk des österreichischen Bundeslandes Tirol.
Er umschließt die Statutarstadt Innsbruck, grenzt im Westen an den Bezirk Imst, im Osten an den Bezirk Schwaz, im Norden an Bayern (Landkreis Garmisch-Partenkirchen) und im Süden an Südtirol (Bezirksgemeinschaft Wipptal). Der Sitz der Bezirkshauptmannschaft ist in Innsbruck, ihre Bezeichnung lautet auch „Bezirkshauptmannschaft Innsbruck“, obwohl sie für den Bezirk Innsbruck-Land zuständig ist.
2024 folgte Kathrin Eberle Michael Kirchmair als Bezirkshauptfrau nach.

## Geografie
Der Bezirk umfasst einen Teil des Inntals, das bei Zirl vom Oberinntal ins Unterinntal übergeht. Vom Inntal Richtung Süden zweigen das Sellraintal und das Wipptal ab, vom letzteren gehen wiederum das Stubaital und das Gschnitztal aus. Im Norden gehört weiters das Gebiet des Seefelder Plateaus zum Bezirk.
Die südliche Grenze zu Südtirol mit dem Brennerpass wird durch den Alpenhauptkamm gebildet. Im Norden grenzt der Bezirk an Bayern, das über den Seefelder Sattel und das Seefelder Plateau mit dem Inntal verbunden ist. Der Bezirk umfasst neben den Tälern hauptsächlich alpines Gebiet, das den Stubaier Alpen im Südwesten, den Tuxer Alpen im Südosten sowie dem Wettersteingebirge und dem Karwendel im Norden zugeordnet ist. Höchster Punkt des Bezirks ist das Zuckerhütl (3508 m ü. A.), der tiefste Punkt des Bezirks (542 m ü. A.) liegt im Inntal bei Kolsass.
Der Bezirk Innsbruck-Land ist nach dem Bezirk Lienz flächenmäßig der zweitgrößte Tirols und der sechstgrößte in Österreich.

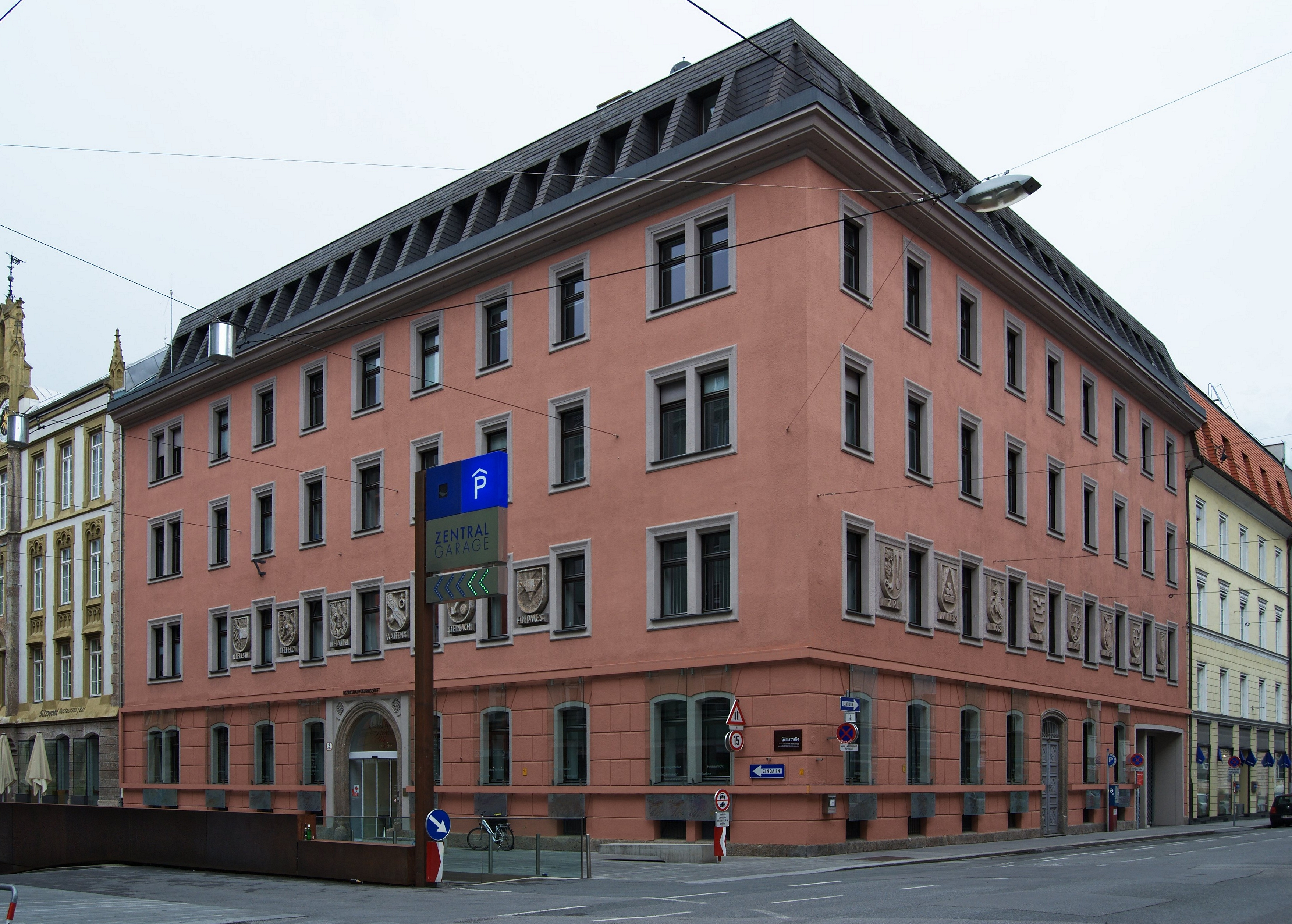
Bezirkshauptmannschaft Innsbruck

## Wirtschaft und Infrastruktur
Der Bezirk ist ein bedeutendes Tourismusgebiet (Stubaital, Raum Seefeld, Umland von Innsbruck). Im sekundären Sektor ist neben dem dominierenden Betrieb Swarovski die Bauwirtschaft mit einem hohen Beschäftigtenanteil vertreten. Wichtige Standorte für Industrie und Gewerbe sind Wattens, Völs, Absam, Hall, Kematen und Telfs.
Die größten Produktionsbetriebe sind in den Sparten Herstellung und Bearbeitung von Glas, Nahrungsmittelindustrie, Optik und Bauwirtschaft zu finden.
Die meisten Einwohner pendeln aber nach Innsbruck aus. Deshalb entwickeln sich viele Gemeinden im Bezirk zu Wohnvororten, was bedeutet, dass die meisten Bewohner täglich nach Innsbruck zum Arbeiten fahren und dort auch einen großen Teil ihrer Freizeit verbringen und nur zum Schlafen heimkommen.

## Angehörige Gemeinden
Der Bezirk Innsbruck-Land umfasst 63 Gemeinden, darunter eine Stadt und acht Marktgemeinden. Damit ist er der gemeindereichste Bezirk Österreichs. Die Gemeinden sind in elf zum Teil bezirksübergreifenden Planungsverbänden (in der Tabelle unter Region gelistet) zusammengeschlossen.

Gemeinden des Bezirks Innsbruck-Land

Regionen in der Tabelle sind Tiroler Planungsverbände (Stand: März 2017)